# Нившера (река)
Ни́вшера — река в России, протекает по Республике Коми по территории Княжпогостского и Корткеросского районов, левый и крупнейший приток реки Вишеры.
Длина — 215 км, площадь бассейна — 4250 км². Питание смешанное, с преобладанием снегового. Средний расход воды в 25 км от устья — 44,8 м³/с. Замерзает в начале ноября, вскрывается в начале мая.

## География
Нившера начинается на возвышенности Очьпарма, принадлежащей к Тиманскому кряжу в Республике Коми. Течёт на юг, в нижнем течении на запад. Русло извилистое, река собирает многочисленные притоки; крупнейшие из них — Потью (75 км) и Лымва (105 км) (оба — левые).
В среднем течении, в месте впадения Лымвы, на реке — село Нившера, от него до устья Нившера судоходна. Также на реке расположены деревни Алексеевка, Ивановка, Троицк и Пасвомын.
Впадает в Вишеру в 58 км от её устья, около села Богородск. Высота устья — 93 м над уровнем моря.

## Гидрология
| Средний расход воды (м³/с) реки Нившеры по месяцам с 1952 по 1988 гг. (замеры производились на гидрологическом посту в районе д. Троицк, в 25 км от устья) |

## Данные водного реестра
По данным государственного водного реестра России и геоинформационной системы водохозяйственного районирования территории РФ, подготовленной Федеральным агентством водных ресурсов:
- Бассейновый округ — Двинско-Печорский
- Речной бассейн — Северная Двина
- Речной подбассейн — Вычегда
- Водохозяйственный участок — Вычегда от истока до г. Сыктывкара
- Код водного объекта — 03020200112103000016750[2].

## Притоки
Самый длинный приток — Лымва.
(расстояние от устья)
Объекты перечислены по порядку от устья к истоку.
- 14 км: Сёрдъёль
- 41 км: Пысотчемъёль
- 44 км: Меркачомъявож
- 45 км: Кырсаёль
- 50 км: Сывъю
- 54 км: Лымва (лв)
- 60 км: Одъю (лв)
- 68 км: Лопъю (лв)
- 81 км: Потью (лв)
- 99 км: Оч (лв)
- 107 км: Лабаджъёль
- 122 км: Очь
- 151 км: Верхняя Турнаёль
- 152 км: Расъю
- 152 км: Кыръю
- 160 км: река без названия
- 185 км: Нижняя Нецаёль